# كورت ونايت
كورت ونايت (بالإنجليزية: Curt Knight)‏ هو لاعب كرة قدم أمريكية أمريكي، ولد في 14 أبريل 1943 في غولفبورت في الولايات المتحدة.

## وصلات خارجية
- كورت ونايت على موقع مرجع كرة القدم المحترفة.كوم (الإنجليزية)